# Stenomacrus validicornis
Stenomacrus validicornis là một loài tò vò trong họ Ichneumonidae.